# Майобанекс
Майобанекс — один из касиков (вождей) индейцев-таино на острове Эспаньола (Гаити).
Во время завоевания испанскими конкистадорами Эспаньолы касик Майобанекс предоставил убежище в своих владениях касику Гуарионексу. Гуарионекс отказался платить испанцам дань золотом и бежал с семьей из своих владений. Это вызвало гнев испанских завоевателей.
Подданные Майобанекса высказали вождю свои опасения. В ответ касик разъяснил им, что Гуарионекс хороший человек и не сделал никому зла. Кроме того, Гуарионекс обучил Майобанекса и его жену многим «арейто», своего рода разновидности песнопения, сопровождавшегося танцами и посвященного деяниям предков.
Майобанекс разъяснил соплеменникам, что, так как Гуарионекс «пришел просить помощи у него и его народа и он обещал защищать и оберегать его… никакая опасность, никакой возможный урон не заставят его бросить гостя на произвол судьбы».
Бартоломео Колумб, начальник форта Ла-Изабелла, узнав о месте, где скрывается Гуарионекс, предпринял рейд на владения касика Майобанекса. Индейцы пытались преградить путь испанцам, но все их усилия были безуспешны. Индейские воины, боявшиеся лошадей, только издалека обстреливали испанцев из луков и не нанесли им вреда. Колумб добрался до резиденции Майобанекса. Испанский адмирал пообещал касику дружбу, если он выдаст ему Гуарионекса, который, по мнению конкистадоров, достоин сурового наказания за то, что сбежал и отказался платить подать. Колумб угрожал разорить и сжечь индейское селение, если касик откажется выполнить его требование.
Майобанекс безуспешно пытался объяснить Бартоломео Колумбу мотивы своего поступка. «Это вызвало сильный гнев адмирала, и… он приказал разрушить все… Разъяренные христиане все ближе, люди бросили своего вождя, зная, что против арбалетов испанцев и тем паче против их лошадей они бессильны».
Покинутый Майобанекс бежал со своей семьей в горы. Касики пытались спастись поодиночке. Конкистадоры предприняли настойчивые поиски. Они захватили в плен двух индейцев-охотников, которые под пытками рассказали, где скрывается касик. Двенадцать человек вызвались его пленить. Раздевшись и раскрасив тела, как индейцы, они подкрались к убежищу Майобанекса, где он скрывался с женой, детьми и некоторыми родственниками. Касик был взят в плен испанцами и заключен в крепость Консепсьон, где находился до самой смерти.